# Alexander Koenig
Alexander Ferdinand Koenig (San Petersburgo, 20 de febrero de 1858 - Gut Blücherhof, Klocksin, Mecklemburgo, 16 de julio de 1940) fue un zoólogo, naturalista y ornitólogo alemán, fundador del Museo Koenig de Bonn.

## Biografía
Alexander Koenig era hijo de Leopold Koenig, quien se estableció en San Petersburgo, Rusia, para trabajar en la industria azucarera, comerciando con éxito con este bien. Por otro lado, la familia era propietaria de grandes haciendas en la actual Ucrania.
Alexander Koenig llegó a Bonn a la edad de 9 años, donde su padre había comprado una villa cerca del Rin (la actual Villa Hammerschmidt). Junto a su hermano, Carl Koenig, padre de Hertha Koenig, asistió al Colegio Real, hasta 1874. Ese año, se trasladó a estudiar la secundaria al Instituto Arnoldinum de Steinfurt. Allí se inició en la recolección de huevos de aves y productos de origen animal.
Estudió zoología en las universidades de Greifswald y Marburgo, donde se graduó en 1884 con una tesis sobre los problemas taxonómicos en Mallophaga (piojos de las aves) y recibió el título académico de Dr. rer. nat.
En 1912, y tras numerosas expediciones, inició la construcción de un museo de historia natural en Bonn, el Museo Koenig, llamado así en su honor. La estructura se encontraba casi concluida en 1914, pero el fin de la construcción se retrasó por la guerra y la ocupación del edificio, que sirvió como cuartel. Koenig también perdió toda su fortuna por la inflación en la República de Weimar. En 1929 fundó el Museo del Reich alemán. En 1934 se reabrió el Museo Koenig. Desde entonces, y hasta su muerte, vivió en Bonn y en su propiedad de Mecklemburgo.
El Consejo Parlamentario de la República Federal de Alemania celebró su primera reunión en 1948 en el Museo Koenig.
Su colección, iniciada en su juventud, se compone especialmente de mamíferos y aves, en su mayoría actualmente presentas en el Museo Koenig. Destacan dos jirafas, que trajo de una visita de la región de Kordofán, en el actual Sudán. En otras expediciones recorrió la zona de las Svalbard, en el Ártico, y el norte de África
Murió el 16 de julio de 1940 en su casa de campo "Blücherhof" en Mecklemburgo. Fue enterrado en el Cementerio del Sur de Bonn.